# Kleinrettbach
Kleinrettbach è una frazione (Ortsteil) del comune tedesco di Nesse-Apfelstädt, nel Land della Turingia.

### Esplicative
1. ↑  Letteralmente: «Rettbach piccola», in contrapposizione alla vicina Großrettbach – «Rettbach grande».

### Bibliografiche
1. ↑  (DE) Hauptsatzung der Gemeinde Nesse-Apfelstädt, § 2, Abs. 1. (PDF), su nesse-apfelstaedt.de. URL consultato il 29 giugno 2020 (archiviato dall'url originale il 30 giugno 2020).